# Berger Gyula
Berger Gyula (Arad, 1848 – Bécs, 1929 után) hegedűművész.

## Pályafutása
A bécsi Orchesterverein der Gesellschaft der Musikfreunde hangversenymestere, hegedűtanár egy bécsi magán-zeneiskolában, majd a bécsi Hofoper balletkorrepetitora volt. Több kitüntetést kapott működéséért.